# Comunità europea di difesa
La Comunità europea di difesa (CED; in francese Communauté Européenne de Défense) fu un progetto di collaborazione militare tra alcuni Stati europei proposto, nei primi anni cinquanta, e sostenuto dalla Francia, precisamente dal Primo ministro René Pleven, con la collaborazione dell'Italia di Alcide De Gasperi, del Benelux e successivamente allargata alla Germania Ovest. Il progetto fallì per l'opposizione politica della Francia, dovuta a un suo successivo ripensamento e all'allargamento della NATO alla Repubblica Federale di Germania che rese obsoleto il progetto di difesa comune europeo.

## Descrizione

### Le origini della CED
Le prime idee per la costruzione di un esercito europeo – o per lo meno per l'istituzione di un coordinamento sulla produzione degli armamenti – risalgono ad una nota del governo italiano (ministro degli esteri Carlo Sforza) del maggio del 1950. Lo scoppio, di lì a breve, della guerra di Corea, cambierà la situazione di partenza: la possibilità che quella guerra fosse solo una manovra preliminare all'invasione sovietica dell'Europa riporta alla ribalta il problema della Germania Ovest. Era infatti assodato che la difesa dell'Europa non poteva essere condotta con ragionevoli possibilità di successo senza la partecipazione di un esercito tedesco.
Il Consiglio d'Europa, da Strasburgo, votò una mozione a favore della costituzione di un esercito europeo. La Nato, nello stesso periodo, spostò la linea da difendere fino all'Elba, rendendo così indispensabile la partecipazione della Germania Ovest all'eventuale conflitto. La Francia, che al riarmo della Germania, proprio in sede atlantica, si era opposta in modo oltremodo netto e secco per bocca del ministro Robert Schuman, si trovò ad aver bisogno di una sua proposta da portare avanti onde evitare l'isolamento diplomatico.
Per raggiungere questo fine venne ideato da Jean Monnet (e poi presentato da René Pleven, primo ministro, e quindi detto piano Pleven) un esercito europeo, da comporsi di sei divisioni, sotto il comando della Nato e gestito da un ministro europeo della difesa, con annesse istituzioni (sostanzialmente ricalcanti quelle della CECA). Questo piano doveva avere la funzione di non ostacolare la formazione di un esercito europeo e nel contempo di evitare un riarmo tedesco che i francesi non avrebbero accettato: tutte le nazioni partecipanti avrebbero «devoluto» una divisione all'esercito europeo, mantenendo un esercito nazionale, salvo la Germania Ovest, che avrebbe dovuto armare solo la divisione dell'esercito integrato. Il piano andava incontro alle stesse volontà dell'opinione pubblica tedesca e del cancelliere Konrad Adenauer, sostanzialmente contrarie al riarmo del paese per ragioni storiche.

### La formulazione del Piano
La discussione di questo piano si trascinò senza risultati rilevanti per parecchio tempo, finché Monnet e Eisenhower, con il loro accordo, non convinsero De Gasperi a partecipare con maggiore impegno. La proposta del governo italiano, influenzata pesantemente dalle idee di Altiero Spinelli (in quel momento vicino a de Gasperi), chiedeva di istituire un'assemblea per la gestione dell'esercito integrato, la quale (secondo l'articolo 38 dello statuto) avrebbe anche dovuto occuparsi di studiare la costituzione di un organo rappresentativo democratico e i poteri da conferirgli. La proposta italiana non sortì grandi effetti, soprattutto per i dissidi franco-tedeschi, che poterono essere risolti solo dall'ultimatum americano, il quale minacciava di armare un esercito tedesco se non si fosse firmato al più presto il patto istitutivo della CED, la comunità europea di difesa. Il patto venne firmato il 27 maggio 1952 e i vincitori restituirono alla Germania la piena sovranità nazionale. Nel frattempo veniva approvata da tutti i partecipanti l'istituzione della CECA e per cavalcare l'onda di questo successo si delegarono all'assemblea di questa (piuttosto che a quella della futura CED) i compiti di cui all'articolo 38 dello statuto della CED.

### Il fallimento della CED
Rapidamente venne redatto dall'Assemblea allargata della CECA lo statuto della CPE, Comunità politica europea, vero e proprio embrione di una costituzione federale. Ma la CPE non verrà mai istituita: i governi impegnati nella faccenda non potranno farlo, in quanto vincolati all'accettazione, da parte dei rispettivi parlamenti, del trattato sulla CED. L'Assemblea Nazionale francese rigettava il trattato (mediante un espediente procedurale) il 30 agosto 1954. Di conseguenza nella prima settimana di settembre la CED fu abbandonata. In Italia il disegno di legge presentato dal governo Scelba alla Camera dei Deputati il 6 aprile 1954 per la «ratifica ed esecuzione degli Accordi per la Comunità europea di difesa» fu ufficialmente ritirato il 22 giugno 1955.
Tra le cause della mancata approvazione vi è sicuramente la morte di Iosif Stalin, che attenuò momentaneamente il conflitto fra URSS e occidente capitalista; importantissima parte nella questione ebbero poi i problemi interni della Francia: la guerra in Indocina (che stava andando malissimo) e l'impossibilità, per i nazionalisti interni, di accettare il riarmo tedesco. A poco giovarono le brusche pressioni del Segretario di Stato americano, Dulles, che aveva sostituito il più diplomatico Acheson. Il governo radicale e socialista di Pierre Mendès-France, che risolse il problema dell'Indocina, provò in seguito a ottenere delle modifiche dello statuto, ma senza successo.
La soluzione al riarmo tedesco e alla forza militare europea viene trovata con l'iniziativa del ministro degli Esteri inglese Anthony Eden. L'Italia e la Germania Ovest vengono invitate ad entrare nell'Unione europea occidentale, viene approvato il trattato di Bruxelles modificato (l'originale è del 1948), inoltre la Germania Ovest può ricostituire un proprio esercito con limitazioni nel numero di soldati e di armi.